# Paynesville (Californië)
Paynesville is een gehucht in de Amerikaanse staat Californië. Het ligt 1560 meter boven het zeeniveau aan de State Route 88 in Alpine County. Het gehucht ligt aan de West Fork Carson River. Ten westen ervan ligt Mesa Vista, ten noorden Fredericksburg, ten noordoosten River Ranch en ten zuidoosten Hung-a-Lel-Ti. Het United States Census Bureau rekent het westen van Paynesville bij Mesa Vista.
Het gehucht werd vernoemd naar Frank H. Payne (1866–1949).